# جاموزجو (سیحان)
جاموزجو (به ترکی استانبولی: Camuzcu) یک منطقهٔ مسکونی در ترکیه است که در سیحان واقع شده‌است.